# Berlin-Marathon 1991
| 18. Berlin-Marathon    | 18. Berlin-Marathon         |
| ---------------------- | --------------------------- |
| Stadt                  | Berlin, Deutschland         |
| Datum                  | 29. September 1991          |
| Distanz                | 42,195 Kilometer            |
| Sieger                 |                             |
| Männer                 | Steve Brace (2:10:57 h)     |
| Frauen                 | Renata Kokowska (2:27:36 h) |
| ← Berlin-Marathon 1990 | Berlin-Marathon 1992 →      |
| Website                | Offizielle Website          |

Der Berlin-Marathon 1991 war die 18. Ausgabe der jährlich stattfindenden Laufveranstaltung in Berlin, Deutschland. Der Marathon fand am 29. September 1991 statt.
Bei den Männern gewann Steve Brace in 2:10:57 h, bei den Frauen Renata Kokowska in 2:27:36 h.

## Ergebnisse

### Männer
| Platz | Athlet              | Land                   | Zeit (h) |
| ----- | ------------------- | ---------------------- | -------- |
| 01    | Steve Brace         | Vereinigtes Königreich | 2:10:57  |
| 02    | Mark Plaatjes       | Südafrika              | 2:11:01  |
| 03    | Slawomir Gurny      | Polen                  | 2:11:45  |
| 04    | Rustam Schagijew    | Russland               | 2:11:53  |
| 05    | Wieslaw Perszke     | Polen                  | 2:12:00  |
| 06    | Ken Martin          | Vereinigte Staaten     | 2:12:06  |
| 07    | Andrew Ronan        | Irland                 | 2:12:43  |
| 08    | Bert van Vlaanderen | Niederlande            | 2:12:47  |
| 09    | Julius Sumawe       | Tansania               | 2:12:50  |
| 10    | Leszek Beblo        | Polen                  | 2:13:13  |

### Frauen
| Platz | Athletin              | Land               | Zeit (h) |
| ----- | --------------------- | ------------------ | -------- |
| 01    | Renata Kokowska       | Polen              | 2:27:36  |
| 02    | Kim Jones             | Vereinigte Staaten | 2:27:50  |
| 03    | Tuija Toivonen        | Finnland           | 2:28:49  |
| 04    | Kazjaryna Chramenkawa | Belarus            | 2:31:14  |
| 05    | Janeth Mayal          | Brasilien          | 2:31:27  |
| 06    | Ljubow Klotschko      | Ukraine            | 2:31:44  |
| 07    | Birgit Jerschabek     | Deutschland        | 2:33:08  |
| 08    | Birgit Bringslid      | Schweden           | 2:34:49  |
| 09    | Irina Petrova         | Russland           | 2:35:01  |
| 10    | Christine Kennedy     | Irland             | 2:35:05  |